# Ooni Ogboruu
Ooni Ogboruu est le 19e Ooni d'Ife, un chef traditionnel d'Ile-Ife, la terre ancestrale des Yoruba. 

## Biographie
Ooni Ogboruu succède à Ooni Osinkola et est remplacé par Ooni Giesi.